# Luis Mon y Velasco

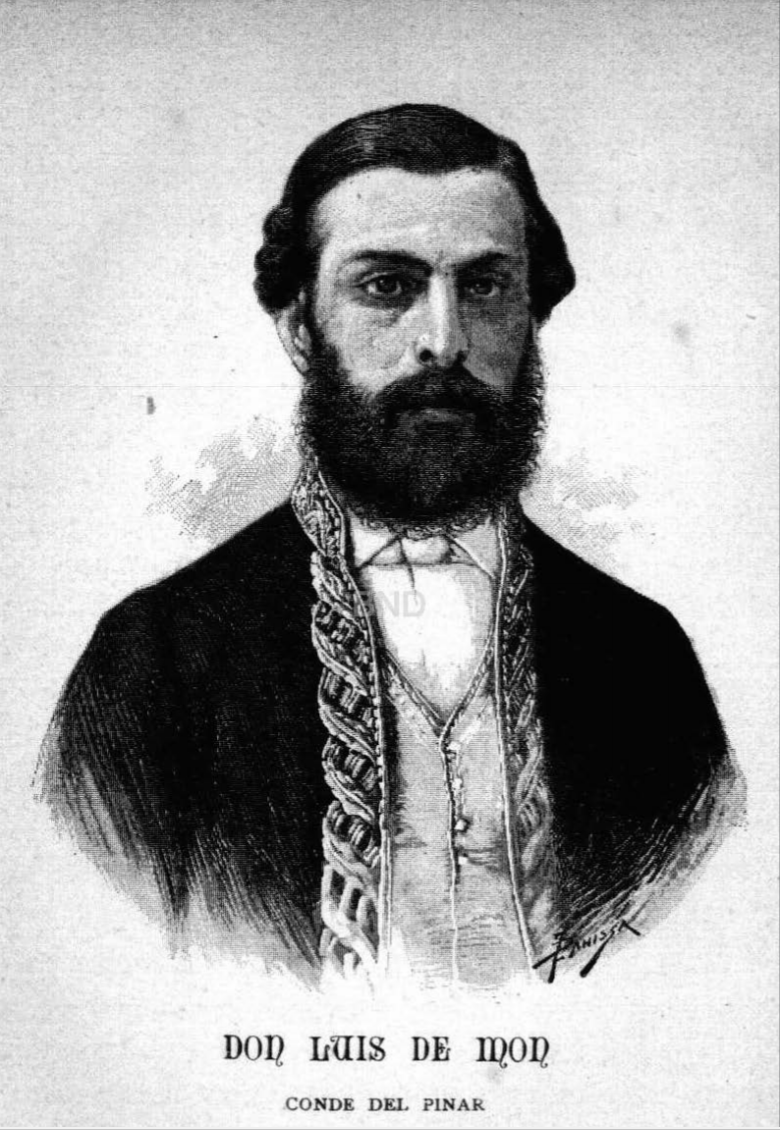
Luis Mon y Velasco

Luis de Mon y Velasco, conde del Pinar (Berlín, 1826-†San Juan de Luz, 11 de septiembre de 1878) fue un noble y político carlista español.

## Biografía
Nació en Berlín en el año 1826, estando allí de ministro su padre, el conde del Pinar.
Educado en el Colegio de Nobles, de Madrid, cursó la carrera de Leyes, al mismo tiempo que colaboraba con el diario carlista La Esperanza, que dirigía Pedro de la Hoz.
Desencadenada la revolución de 1868, abandonó sus negocios más apremiantes para presentarse a Don Carlos y ofrecerle sus servicios. Desde entonces se consagró enteramente a la causa carlista. Emigrado en Bayona, el año 1873 escribió un libro en francés titulado Le droit de Charles VII au trône d'Espagne, que tuvo considerable éxito.
Al estallar la tercera guerra carlista en las provincias del Norte, entró en España y fue nombrado Corregidor de Vizcaya. Desempeñaba este cargo cuando se levantó el sitio de Bilbao. Para ganar la adhesión de los pueblos a Don Carlos, el conde del Pinar convocó a la Junta de Merindades, ofreciendo ésta en suntuosa ceremonia vidas y haciendas en nombre del Señorío de Vizcaya. De este acto sacó un cuadro el pintor Antonio María Lecuona.
Asistió también a la célebre jura de los fueros de Vizcaya so el árbol de Guernica, como constó en el acta que allí se hizo. Fue triple ministro de Carlos VII, desempeñando a la vez las carteras de Hacienda, Gobernación y Gracia y Justicia, hasta que, abrumado por tanto trabajo, propuso para la última a Pablo Díaz del Río, cuya elección fue del agrado de su rey.
Cuando los carlistas tuvieron que emigrar a Francia, el conde del Pinar no se separó del lado de Don Carlos, y fijó después su residencia en San Juan de Luz.
Según Francisco de Paula Oller, decidió no volver a España para no tener que reconocer a los vencedores. Contrajo al poco tiempo un cáncer de estómago que le costó la vida el 11 de septiembre de 1878, «cuando más necesitaban de él su esposa e hijos».